# Coenotephria decipiens
Coenotephria decipiens är en fjärilsart som beskrevs av Butler 1882. Coenotephria decipiens ingår i släktet Coenotephria och familjen mätare. Inga underarter finns listade i Catalogue of Life.